# 代理成本
代理成本（英語：Agency cost）是一個經濟學概念，指的是與“委託人”（一個組織、個人或一群人）和“代理人”之間的關係相關的成本。 代理人有權代表委託人做出決定。 然而，兩方可能有不同的動機，代理人通常擁有更多的信息（參見資訊不對等）。 委託人不能直接確保其代理人始終以其（委託人）的最佳利益行事。 這種潛在的利益分歧導致了代理成本。
這種成本的常見例子包括當公司管理層（代理人）購買其他公司以擴大其權力，或將錢花在浪費和不必要的項目上，而不是使公司價值最大化時，後果由股東（委託人）承擔； 或當政治家（代理人）通過立法幫助其競選活動之主要贊助者而不是其對應負責之選民時，選民承受相關影響。
儘管代理成本的影響存在於任何代理關係中，但該術語最常用於商業環境中。
在新制度經濟學中，代理成本是指在委託代理關係的背景下產生的所有成本。